# Mesorregión del Norte de Roraima
La mesorregión del Norte de Roraima es una de las 2 mesorregiones del estado brasileño de Roraima. Está formada por la unión de 8 municipios agrupados en 2 microrregiones.

## Microrregiones
- Boa Vista
- Nordeste de Roraima

- Datos: Q2465827